# Gaspare D'Urso
Gaspare D'Urso (Trapani, 11 maggio 1861 – Messina, 28 dicembre 1908) è stato un medico italiano.

## Biografia
Nel luglio del 1885 consegue, presso l'Università di Napoli, la laurea in medicina e chirurgia, con lode e giudizio favorevole alla pubblicazione della sua tesi di laurea Sull'atteggiamento vizioso del ginocchio e sublussazione della tibia in alcune gonoartritidi.
Esercitò a Napoli la professione di chirurgo e prestò servizio come assistente fino al 1887 all'Ospedale degli Incurabili e nell'anno successivo a quello dei Pellegrini. Fu assistente del Prof.Antonino D'Antona e del Prof. O. von Schroen.
Nel 1897 è nominato professore straordinario di patologia chirurgica all'Università di Roma, succedendo al Prof. Francesco Durante.
Nel 1902, vinse il concorso a professore ordinario di patologia chirurgica bandito dall'Università di Torino, ma, preferendo tornare nella sua Sicilia, accolse l'incarico dell'Università di Messina alla cattedra di medicina operatoria e clinica chirurgica. Dal 1906 alla morte ricoprì la carica di preside della Facoltà di medicina e chirurgia presso l'Ateneo messinese.
Morì a causa della catastrofe tettonica che sconvolse Messina il 28 dicembre 1908, mentre gravemente ferito cercava di prestare soccorso a quanti gli erano vicini.
La sua città natale gli ha dedicato un monumento, scolpito da Leonardo Messina e inaugurato nel 1910, nella Piazza principessa Iolanda di Savoia.

## Attività scientifica
Fu merito di D'Urso l'aver orientato in senso clinico la disciplina, precedentemente insegnata a livello teorico e rappresentata in una semplice cattedra, grazie allo studio e all'ideazione di un nuovo piano organizzativo, e all'impianto di una vera struttura didattico-scientifica nella sede del Policlinico Umberto I di Roma.
Inoltre, si interessò di particolari aspetti di istopatologia e di istogenesi e di argomenti di patologia sperimentale di pertinenza chirurgica. Si dedicò altresì allo studio delle cellule epiteliomatose, della costituzione del trombo neoplastico, delle modalità di invasione delle pareti venose da parte dei sarcomi, delle alterazioni tissutali indotte dall'inoculazione sperimentale di colture stafilococciche.

## Contributi e pubblicazioni
- Ricerche sperimentali sulla tubercolosi chirurgica, in Il Policlinico, sez. chirurgica, II (1895), pp. 537–554.
- Studio clinico e sperimentale dello infarto splenico nella rotazione della milza, ibid., III (1896), pp. 1–39, 63-90.
- I tumori dell'ovaia: ricerche di istologia patologica ed istogenesi, Napoli 1896.
- Le fibre elastiche nel tessuto di cicatrice, in Bull. d.R. Acc. medica di Roma, XXVI (1900), pp. 411–440.
- Del processo intimo di guarigione della tubercolosi studiato nell'uomo, in Il Policlinico, sez. chirurgica, III [1896], pp. 232–240, 276-292).
- Contributo alla pratica del drenaggio permanente della cavità peritoneale in casi di ascite da cirrosi epatica, in Giorn. intern. d. scienze mediche, IX [1887], pp. 631–655.
- Cisti a contenuto gassoso del mesocolon trasverso; contributo alla patogenesi di una varietà di cisti mesenteriali, in Il Policlinico, sez. chirurgica, XIII [1906], pp. 237–245.
- Sull'etiolgia dei calcoli urinari, in Gazz. medica sicil., VII [1904], pp. 265 ss.
- Le malattie delle ossa. Lezioni di patologia chirurgica dettate per incarico del prof. D'Antona dal dr. D.G., Napoli 1893.
- Neoartrosi metallica del gomito, in Bull. d.R. Acc. medica di Roma, XXVI [1900], pp. 53 s., 396-410.
- Resezione cubito-radiale atipica per lussazione inveterata del gomito, in Memorie chirurgiche pubblicate in onore di E. Bottini, I, Palermo 1903, pp. 356–360.